# Seven of Seven
Seven of Seven (七人のナナ, Shichinin no Nana) est une série télévisée d'animation de 25 épisodes réalisée par Yasuhiro Imagawa (en), produite par A.C.G.T et diffusée sur TV Tokyo entre le 10 janvier 2002 et le 27 juin 2002. Un OVA est inclus avec le 7e tome du manga.
En raison des calendriers de production, une adaptation en manga écrit par Yasuhiro Imagawa et dessiné par Azusa Kunihiro est prépubliée dans le magazine Weekly Shōnen Champion à partir du 8 novembre 2001, deux mois avant le début de diffusion de l'anime, et se termine le 25 mai 2002. La série est compilée en un total de trois volumes reliés. La version française est publiée en intégralité par Taifu Comics.

## Résumé
Nana, l'héroïne, reçoit un jour un cadeau de son père, de retour d'un voyage à l'étranger : un mystérieux cristal incrusté d'un petit cœur (comme un ambre), c'est un "cristal in". Il lui dit de ne surtout pas l'exposer à la lumière de la pleine lune, mais Nana tout à son bonheur, ne l'entend pas. Un soir de pleine lune, où elle contemple le cristal, celui-ci s'illumine vivement et Nana s’évanouit.
En se réveillant, elle découvre six autres Nana identiques à elle mais ayant chacune un de ses traits de caractère : une Nana « intello », une Nana pleurnicheuse, une Nana déterminée, une Nana sexy, une Nana "peste", et une Nana insouciante, toujours accompagnée de son doudou (une peluche de poisson) Billy.
Après plusieurs problèmes, les Nana furent autorisées à aller en cours ensemble. À partir de ce moment, les Nana doivent apprendre à combiner leurs différentes personnalités pour déjouer les pièges de la Bande des Trois et enfin réussir à déclarer leur flamme à Yuichi Kamichika, dont elles sont secrètement amoureuses.

## Personnages

### Personnages principaux
Nana Suzuki (鈴木 ナナ, Suzuki Nana)
Voix japonaise : Nana Mizuki ; Voix anglaise : Veronica Taylor
La Nana originale, étudiante en quatrième. Elle est calme et très douée en cuisine.
Nanappe (ナナっぺ)
Voix japonaise : Sumomo Momomori ; Voix anglaise : Veronica Taylor
La déterminée, douée en sport. Elle est effrayante lorsqu'elle se met en colère.
Nanakko (ナナっこ)
Voix japonaise : Madoka Akita ; Voix anglaise : Veronica Taylor
L'insouciante. Très gentille, elle se promène constamment avec sa peluche en forme de poisson, Billy.
Nanacchi (ナナっち)
Voix japonaise : Mai Asaki ; Voix anglaise : Veronica Taylor
La peste. Elle aime embêter les autres et est capable de commettre les pires actes sans aucun regret.
Nanarin (ナナりん)
Voix japonaise : Yukari Fukui (en) ; Voix anglaise : Veronica Taylor
La pleurnicheuse. Elle adore la lecture.
Nanasama (ナナさま)
Voix japonaise : Mai Nakahara ; Voix anglaise : Veronica Taylor
L'intello du groupe. Elle est plutôt froide.
Nanapon (ナナぽん)
Voix japonaise : Kaori Nazuka ; Voix anglaise : Veronica Taylor
La sexy. Son passe-temps favori est de prédire l'avenir.

### Autres personnages
Jamanana (ジャマナナ)
La "huitième" Nana qui représente son côté sombre.
Hitomi Onodera (小野寺 瞳, Onodera Hitomi)
Voix japonaise : Miyu Matsuki ; Voix anglaise : Rachael Lillis
C'est la meilleure amie de Nana et elles se connaissent depuis l'enfance. Elle a été la seule à pouvoir différencier les Nana. On peut compter sur elle en toutes circonstances.
Yuichi Kamichika (神近 優一, Kamichika Yuichi)
Voix japonaise : Akira Ishida ; Voix anglaise : Michael Sinterniklaas (en)
Celui dont rêvent toutes les Nana. Très doué pour les études, il n'a eu aucun problème pour accepter les sept Nana.
Mr. Handa (半田 実, Handa Minoru)
Voix japonaise : Minoru Inaba (en) ; Voix anglaise : Marc Thompson (en)
Le vice-principal de l'école de Nana.
Mr. Maruoka (丸岡 雄之, Maruoka Takeyuki)
Voix japonaise : Yūji Mikimoto (en) ; Voix anglaise : Dan Green (en)
Le conseiller en orientation de l'école.
Megumi Hayashiba (林葉 めぐみ, Hayashiba Megumi), Erino Kogarashi (木枯 えりの, Kogarashi Erino) et Motoko Morinuma (森沼 もとこ, Morinuma Motoko)
Voix japonaise : Megumi Kobayashi (en) ; Voix anglaise : Tara Sands (en) (Hayashiba)
Voix japonaise : Erino Hazuki (en) ; Voix anglaise : Mena Roberts (Kogarashi)
Voix japonaise : Motoko Kumai (en) ; Voix anglaise : Kerry Williams (Morinuma)
Surnommées "la Bande des Trois", ces trois filles ont d'abord passé leur temps à mettre des bâtons dans les roues à Nana avant de lui apporter leur soutien en voyant les efforts qu'elle fait pour entrer au lycée. Hayashiba, la leader, est une amie d'enfance de Nana et une danseuse très talentueuse. Kogarashi est une sournoise vantarde. Enfin, Morinuma qui a de grosses lèvres s'avère en réalité être une fille gentille et empathique.

Le Maire
Voix japonaise : Tatsuyuki Ishimori ; Voix anglaise : James Carter Cathcart (en)
Après avoir été sauvé par les Nana d'un gang de motards, il leur offre leur costumes.
Tsukie Kayano (萱野 月枝, Kayano Tsukie)
Voix japonaise : Tomoko Kotani ; Voix anglaise : Erica Schroeder (en)
Amie d'enfance de Yuichi. Elle entretient une certaine rivalité avec Nana pour obtenir les affections de ce dernier.
Rokuzo Suzuki (鈴木 六造, Suzuki Rokuzo)
Voix japonaise : Mugihito ; Voix anglaise : Mike Pollock (en)
Le grand-père des Nana qui s'occupe d'elle en l'absence de ses parents. Il est l'auteur de plusieurs inventions et expériences aux conséquences désastreuses.
Mitsuko Suzuki (鈴木 みつ子, Suzuki Mitsuko) et Goro Suzuki (鈴木 五郎, Suzuki Goro)
Voix japonaise : Sumi Shimamoto ; Voix anglaise : Rachael Lillis (Mitsuko) et Voix japonaise : Shinji Ogawa ; Voix anglaise : Christopher Kromer (en) (Goro)
Les parents de Nana. En voyage d'affaires à San Francisco.
Melody Honey (メロディー・ハニー)
Voix japonaise : Naoko Matsui ; Voix anglaise : Erica Schroeder (en)
Originaire de San Francisco, elle donne des cours d'anglais particuliers à Nana.
Mary Lou
Voix japonaise : Tomoko Kaneda ; Voix anglaise : Carolyn Elizabeth
Elle a été confiée par Melody Honey à Nana et Yuichi pendant leur voyage à San Francisco. En tentant d'utiliser le cristal de Nana, Mary Lou a déclenché un tremblement de terre.
DJ 623 (Mutsumi Hojo)
Voix japonaise : Akira Ishida ; Voix anglaise : Sebastian Arcelus
Un animateur de radio dont Nana et Hitomi sont fans.

## Manga
Existe en 3 volumes séparés ou en coffret contenant l'intégralité de la série en français chez Taifu Comics.

## Série d'animation

### Fiche technique
- Réalisation : Yasuhiro Imagawa
- Character design : Asako Nishida
- Directeur artistique : Masatoshi Muto
- Musique : Yoshihisa Hirano
- Animation : A.C.G.T
- Nombre d'épisodes : 25
- Date de première diffusion au Japon : 10 janvier 2002

### Épisodes
| #   | Titre Japonais                                   | Titre anglais                                                               |
| --- | ------------------------------------------------ | --------------------------------------------------------------------------- |
| 1.  | ナナ×７＝ナナ?                                   | Does Nana times Seven Equal Nana ?                                          |
| 2.  | 大混乱!7人そろって学校へ?                        | Does School Plus Seven Nanas Equal Chaos ?                                  |
| 3.  | 七人みんなで一人のナナ?                          | Can seven Nanas make one Nana ?                                             |
| 4.  | 誕生!受験戦隊ナナレンジャー?                     | Who you gonna call, the Nana Rangers ?                                      |
| 5.  | 決定!神近君の志望校?                             | Decision time ! Yuichi's first-choice High School ?                         |
| 6.  | 受験番号623!深夜ラジオで大騒動?                  | Examinee n° 623 ! Late-night radio commotion ?                              |
| 7.  | 夜食モグモグ!料理勝負も受験のために?             | Midnight snack munchies ! A cook-off to help us pass our exams ?            |
| 8.  | 英語で告白!家庭教師をやっつけろ?                 | Confess your love in English ! KO the American tutor ?                      |
| 9.  | 甘い誘惑!恋と秘密とカンニング?                   | Sweet temptation ! Love, secrets and crib notes ?                           |
| 10. | 恐怖の赤点!期末テストを突破せよ?                 | The dreaded F ! Final exams are a must-win battle ?                         |
| 11. | 二兎追うものは二兎を得よ?                        | Have your cake and eat it too ?                                             |
| 12. | 真夏の集中合宿!ドキドキ恋の肝試し?               | Hot summer study retreat ! Heartstopping test of courage and love ?         |
| 13. | 恋する英会話!神近君とお空の上でランデブー?       | Love & English conversation ! A mid-air rendez-vous with Yuichi ?           |
| 14. | ホームステイで受験勉強!サンフランシスコは大騒ぎ? | Overseas study program ! Chaos in San Francisco ?                           |
| 15. | それぞれの受験!未来は我が手か誰の手に?           | To each her own entrance exam! Who will catch the future ?                  |
| 16. | 恋散る文化祭!涙も枯れる大舞台?                   | Cultural festival heartbreak ! A 4-Handkerchief tearjerker ?                |
| 17. | ナナが消える日、出てくる日?                      | The day Nana disappeared... and reappeared ?                                |
| 18. | 雪降る告白?ナナとみんなのHappy X'mas!            | Confession in the snow ? Happy christmas from us all !                      |
| 19. | 家族そろって大みそか!パパ·ママ帰国で大ピンチ?    | New Year's Eve with the whole family ! Panic ! Mom and Dad return !         |
| 20. | 絶対合格!おまじないで大迷走?                     | Passing grade guaranteed ! Charms gone awry ?                               |
| 21. | 消えたシャーペン!驚き桃の木8人目のナナ?          | The missing pencil ! There are 8 Nanas ?                                    |
| 22. | 対決!ナナと神近君!面接試験で推薦合格?            | Showdown ! Nana and Yuichi ! Interview for early acceptance ?               |
| 23. | 推薦取り消し!!私の恋と受験はどうなるの?          | Early acceptance retracted ! My love life and my exams are out of control ? |
| 24. | 受験前日!!最後の対決 ナナVSナナ?                 | The day before the exam !! The last battle, Nana vs Nana ?                  |
| 25. | 合格発表!!心の丘に花の咲く?                      | Acceptance announcement !! Flowers blossom on the hill of hearts ?          |